# Blixbo
Blixbo är en ort i Sundborns distrikt (Sundborns socken) i Falu kommun. Orten ligger mellan Danholn och Karlsbyheden längs en äldre sträckning av vägen mellan Falun och Svärdsjö. Byn är delvis belägen på Badelundaåsen. Sedan tätortsavgränsningen 2015 ingår orten i en utbredd tätort med namnet Karlsbyheden och Blixbo, som även omfattar byar som Baggärdet, Karlsbyheden och Finngärdet, från att området tidigare utgjorts av tre småorter Blixbo (södra delen), Blixbo norra och Baggärdet och Karlsbyheden och Finngärdet.

## Befolkningsutveckling
| Befolkningsutvecklingen i Karlsbyheden och Blixbo 2015–2020 | Befolkningsutvecklingen i Karlsbyheden och Blixbo 2015–2020 | Befolkningsutvecklingen i Karlsbyheden och Blixbo 2015–2020 | Befolkningsutvecklingen i Karlsbyheden och Blixbo 2015–2020 | Befolkningsutvecklingen i Karlsbyheden och Blixbo 2015–2020 |
| --- | ----------------------------------------------------------- | ----------------------------------------------------------- | ----------------------------------------------------------- | ----------------------------------------------------------- |
| |                                                             |                                                             |                                                             |                                                             |
| År |                                                             |                                                             | Folkmängd                                                   | Areal (ha)                                                  |
| 2015 | 2015                                                        |                                                             | 338                                                         | 128                                                         |
| 2020 | 2020                                                        |                                                             | 331                                                         | 124                                                         |
| Anm.: Ny tätort 2015, benämnd Karlsbyheden och Blixbo, vari uppgick de tidigare småorterna Karlsbyheden och Finngärdet, Blixbo (södra delen) och Blixbo norra och Baggärdet där Blixbo 2010 hade 62 invånare på 13 hektar. |                                                             |                                                             |                                                             |                                                             |